# Gilera Eaglet 50 Typ 503 Mini Chopper

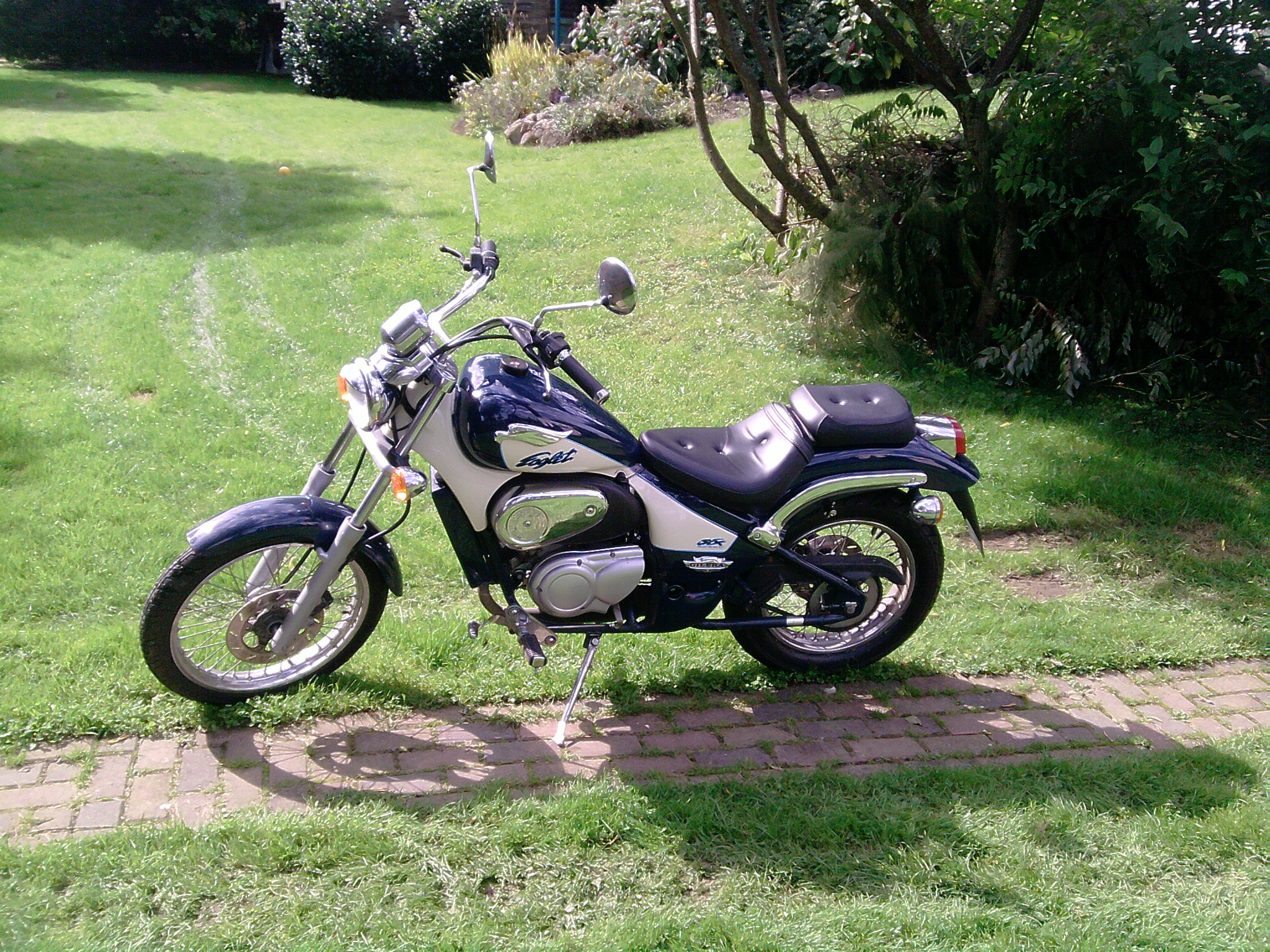
Piaggio Gilera Eaglet 50 Typ 503 Mini Chopper

Die Gilera Eaglet 50 Typ 503 Mini Chopper oder kurz Gilera Eaglet 50 ist ein Kleinkraftrad im Chopperstil.
Gebaut wurde sie von 1993 bis 1999 von Gilera, einem italienischen Zweiradhersteller, der heute zu Piaggio gehört.

## Technische Daten
| Motor                    | Flüssigkeitsgekühlter Einzylinder, 2-Takt, Senkrechter vorderläufiger Zylinder |
| Hubraum                  | 49,93 cm³                                                                      |
| Leistung                 | 1,7 kW / 2,31 PS                                                               |
| Drehmoment               | 3,1 Nm                                                                         |
| Getriebe                 | Sechsganggetriebe mit Fußschaltung                                             |
| Schmierung               | Getrenntschmierung mit Mischverhältnis 1:50                                    |
| Benzintank               | 12 L Kapazität, 1,4 L Reserve                                                  |
| Verbrauch                | ca. 4,5 Liter / 100 km                                                         |
| Kraftstoff               | Super-Benzin (ROZ 95)                                                          |
| Öltank                   | 1,6 L Kapazität, 0,4 L Reserve                                                 |
| Leerlaufdrehzahl         | 1500 ± 100/min                                                                 |
| Bordstromnetz            | 12 V Gleichstrom                                                               |
| Höchstgeschwindigkeit    | eingetragen mit 50 km/h                                                        |
| Leergewicht              | 113 kg                                                                         |
| Zulässiges Gesamtgewicht | 300 kg                                                                         |
| Eingetragene Sitzplätze  | 2                                                                              |
| Kettenritzel             | 12 Zähne                                                                       |
| Kettenrad                | 50 Zähne                                                                       |

## Bauweise
Die Eaglet besitzt eine stark chopperartige Bauweise und erscheint durch den weitestgehend verkleideten Motorraum größer im Hubraum als sie es mit ihren 50 cm³ wirklich ist. Aufgrund dieser Tatsache wird sie gerne von Menschen gefahren, die sich von Scootern distanzieren oder trotz nicht vorhandenem Motorradführerschein etwas Ähnliches besitzen/fahren wollen. Dank ihrer großen Bauweise kann beinahe jedes bei Choppern beliebte Zubehör, wie z. B Sissybar, Ledergepäck oder anderes erworben und angebaut werden. Im Rahmen der Modellpflege wurde ab Ende 1995 die Eaglet in anderen Farbgebungen sowie mit überarbeiteter Elektrik angeboten. Die bis dahin eingesetzte Facind-Lichtmaschine wurde durch eine der Marke Ducati ersetzt. Außerdem wurde die Eaglet nun auch mit schaltbarem Abblend- und Fernlicht angeboten.

## Unterhaltungskosten
Die Eaglet wird versicherungstechnisch als Kleinkraftrad oder Moped eingestuft, da sie vor der EU-Führerscheinreform in den Jahren 1998/1999 in den Verkehr gebracht wurde.
Die Versicherungskosten belaufen sich demnach auf ca. 64 € für Haftpflicht und 117 € für Teilkasko+Haftpflicht.
Aufgrund des 2-Takt Motors verbraucht die Eaglet ca. 4,5 Liter Superbenzin auf 100 km, bzw. 90 ml Zweitakt-Öl für die Schmierung.